# Ampex
La AMPEX Corporation è una compagnia di elettronica statunitense fondata nel 1944 da Alexander Michael Poniatoff.

## Origini
Alexander Michael Poniatoff fondò la compagnia presso San Carlos in California nel 1944 con il nome di "Ampex Electric and Manufacturing Company".
Durante la seconda guerra mondiale, la Ampex era una piccola fabbrica di motori elettrici e generatori. Verso la fine della guerra Jack Mullin, mentre lavorava per l'"Army Signal Corps", fu incaricato di investigare sugli esperimenti tedeschi sulle onde radio e sull'elettronica. Mullin si impossessò di due magnetofoni e li portò in America dove ne produsse delle versioni modificate. A Bing Crosby, che allora era la maggiore star nella radio americana, non piaceva fare trasmissioni dal vivo; nel 1946 chiese alla NBC di permettergli di pre-registrare i suoi spettacoli su dischi acetati. Quando la rete rifiutò a causa della scarsa qualità audio di questi ultimi, Crosby abbandonò lo spettacolo per quasi un anno. Nel giugno 1947 Mullin mostrò a Crosby il suo
magnetofono modificato. Quando udì una delle registrazioni dimostrative di Mullin, Crosby vide subito il potenziale della nuova tecnologia e commissionò a Mullin una prima registrazione di prova della sua trasmissione radiofonica. Dopo una trasmissione effettuata con successo, la NBC permise a Crosby di pre-registrare i suoi spettacoli su nastro. Crosby fece di Mullin il suo capo ingegnere e investì 50.000$ nell'Ampex (che allora era una piccola azienda di sei dipendenti) per fare sviluppare alla compagnia un modello commerciale dai prototipi di Mullin.

## Tecnologia audio

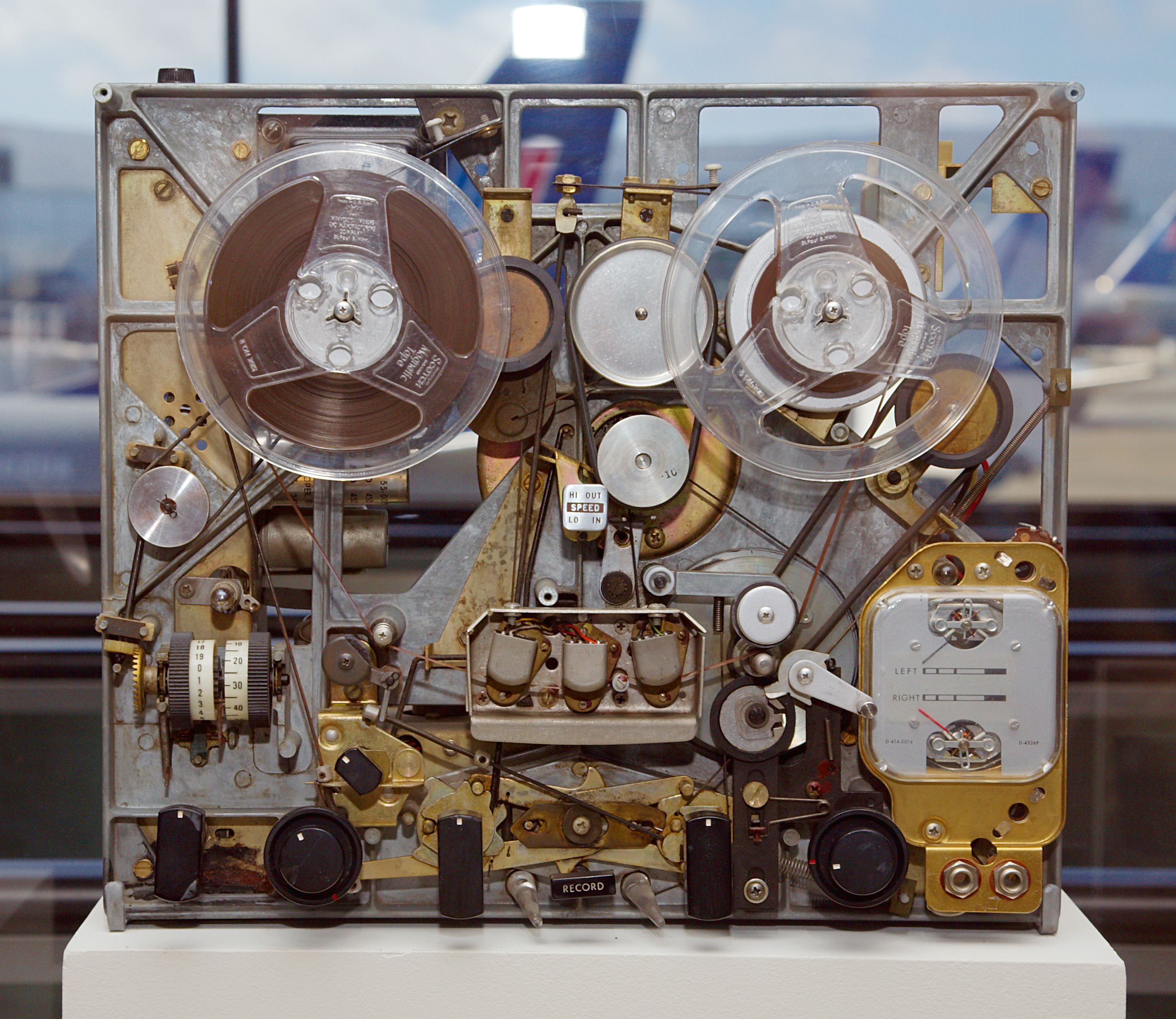
Interno di un registratore a nastro a tre testine della Ampex del 1965.

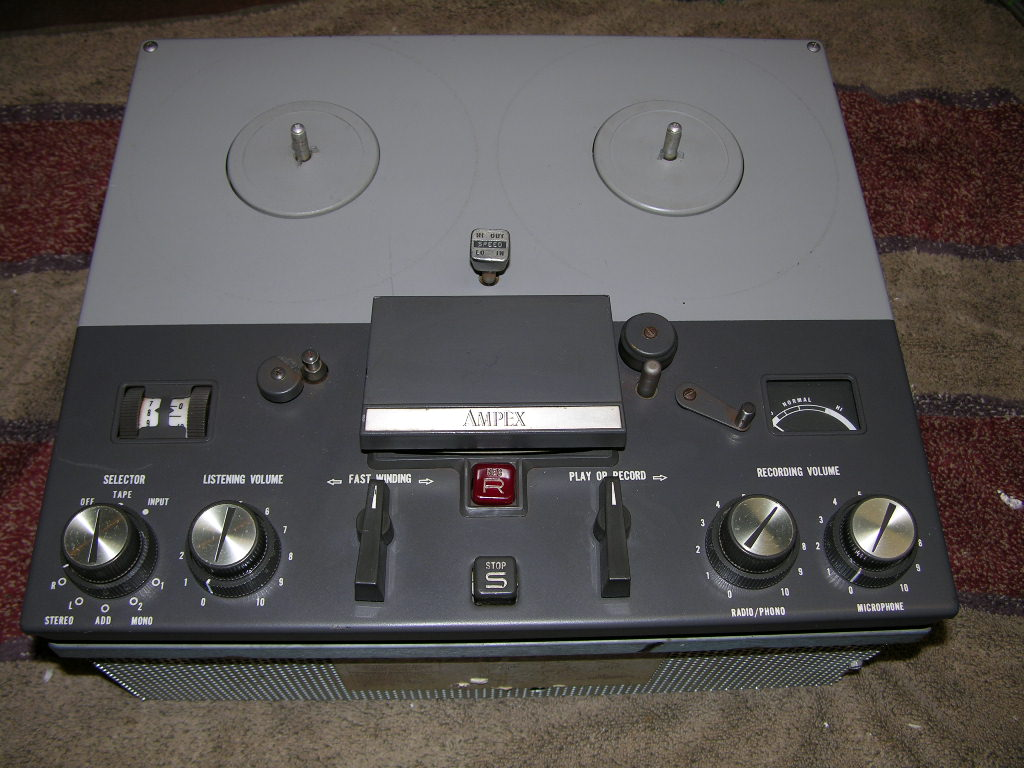
Ampex Modello 1250 registratore stereo a valvole del 1962 circa - Sviluppato per i consumatori più esigenti

Il primo registratore a bobina della compagnia, l'Ampex Modello 200, rivoluzionò le industrie radiofoniche e di registrazione; nel 1948 la ABC utilizzò un Modello 200 per la prima trasmissione americana registrata su nastro del The Bing Crosby Show.
Les Paul, amico di Crosby e ospite regolare dei suoi spettacoli stava già sperimentando la pluriregistrazione su disco (registrare più volte sulla stessa traccia per registrare i diversi strumenti in diversi tempi). Quando ricevette uno dei primi registratori Modello 200, lo modificò aggiungendovi testine di registrazione e lettura, creando il primo sistema pratico di registrazione multitraccia su nastro.
Durante i primi anni '50 la Ampex cominciò a vendere macchine a una e due tracce che usavano del nastro da 1/4 di pollice (0,63 cm circa). La linea si espanse poi con modelli a tre e quattro tracce che usavano nastro da mezzo pollice (1,27 cm). L'Ampex comprò la Orradio Industries nel 1959, la quale divenne la "Ampex Magnetic Tape Division" (Divisione Nastro Magnetico Ampex), con sede principale presso Opelika in Alabama. Questo fece dell'Ampex produttore sia dei registratori che dei nastri. Alla fine di quella decade i prodotti Ampex erano molto richiesti dai migliori studi di registrazione del mondo. Nel 1959 Crosby, non essendo più coinvolto nella produzione di spettacoli radiofonici, vendette le sue azioni della Ampex Corporation, dopo aver giocato un ruolo cruciale nello sviluppo di una tecnologia che cambiò l'industria dello spettacolo.
L'Ampex costruì molte macchine negli ultimi anni '50, alcune in grado di registrare fino a 8 tracce su nastro da 1 pollice (2,54 cm), anche se i registratori a 4 tracce furono considerati lo "stato dell'arte" fino al 1967. La domanda per avere altre tracce esplose improvvisamente quando i musicisti sentirono parlare dell'uso estensivo della pluriregistrazione sulle macchine a 4 tracce per l'album Sgt. Pepper's Lonely Hearts Club Band. Gli ingegneri alla registrazione Geoff Emerick and Ken Townshend che lavorarono con i Beatles agli Abbey Road Studios della EMI svilupparono anche un modo primitivo per collegare insieme due registratori a 4 tracce J37 della Studer, ma non lo fecero per molto. Nel 1967 la Ampex aumentò la produzione dei registratori a 8 tracce con il nuovo MM-1000 per rispondere alla richiesta. Nello stesso periodo la 3M introdusse con successo la M56, una macchina a 8 tracce competitiva. Anche la Scully Recording Instruments ebbe un discreto successo con un modello unico che registrava 12 tracce su nastro da 1 pollice.
Nel 1968 la Ampex introdusse una versione a 16 tracce della MM-1000, che fu il primo registratore professionale su 16 tracce al mondo. Utilizzava un nastro di 2 pollici adattato dalla divisione di registrazione video. Divenne velocemente leggendario per la sua tremenda flessibilità, affidabilità e incredibile qualità audio. Questo portò all'"età d'oro" della registrazione analogica in multitraccia, che durò fino ai primi anni '90. Le macchine successive costruite dalla Ampex arrivarono fino a 24 tracce. Ulteriori tracce furono rese disponibili collegando assieme più registratori temporizzandoli tramite il codice SMPTE. Nei tardi anni '70 la Ampex affrontò anche la competizione dei produttori Giapponesi. Abbandonò interamente il mercato dei registratori professionali su nastro nel 1983.
Negli anni '90 la Ampex si concentrò di più sul video, sulla strumentazione e sui registratori di dati. Nel 1991 la linea produttiva dei registratori professionali fu venduta alla Sprague Magnetics. L'Ampex Recording Media Corporation eseguì uno Spin-off nel 1995 nella Quantegy Inc., ed è ora conosciuta come Quantegy Recording Solutions.

## Tecnologie video

### Quadruplex
Sin dai primi anni '50, Bing Crosby ed altri tentarono di registrare immagini video su nastri magnetici veloci. Nel 1952 la Ampex sviluppò un prototipo di registratore video su nastro che utilizzava una testina che ruotava rapidamente su un nastro che si muoveva con relativa lentezza. All'inizio del 1956 la Ampex fece esordire il VR-1000, il primo della serie dei registratori su nastro video da 2 pollici Quadruplex (4 tracce). La prima trasmissione televisiva registrata magneticamente e trasmessa in differita usando il nuovo sistema di registrazione Ampex fu Douglas Edwards and the News della CBS il 30 novembre del 1956.
L'assemblaggio "Quad head" aveva 4 testine che ruotavano a 14.400 giri al minuto. Scrivevano il segnale video verticalmente lungo la larghezza di un nastro largo 2 pollici (circa 5 cm) che si muoveva alla velocità di 15 pollici (38 cm) al secondo. Questo permetteva a programmi lunghi ore di essere registrati su una singola bobina, punto significativo in quanto nel 1956 una bobina di nastro costava 300 dollari, equivalenti a circa 2.000 dollari nel 2000, e i registratori costavano da circa 75.000 a 100.000 dollari, circa mezzo milione di dollari di oggi.
Nel 1967 la Ampex introdusse il VR-3000, un registratore video portatile, che rivoluzionò la registrazione televisiva di alta qualità sul campo, senza necessità di lunghi cavi o veicoli di supporto. Immagini televisive potevano essere raccolte ovunque, anche da aerei, elicotteri o barche.
Il formato Quadruplex dominò l'industria televisiva per un quarto di secolo. Il formato era licenziato dalla RCA per usarle nei loro "registratori televisivi su nastro". L'invenzione della Ampex rivoluzionò l'industria televisiva eliminando il processo di sincronizzazione tramite cinescopio, che richiedeva l'uso di una moviola. Il metodo cinescopio continuò ad essere usato per l'archiviazione ancora per alcuni anni; la pellicola era ancora la preferita degli archivisti. Il registratore per le trasmissioni della Ampex facilitò la gestione dei ritardi richiesti dai fusi orari in modo che le reti televisive potessero programmare le trasmissioni nella stessa ora nelle varie zone. L'Ampex depositò il nome "video tape" (nastro video o video cassetta), cosicché il rivale RCA dovette nominarlo "TV tape" (nastro TV) o "television tape" (nastro televisivo). I termini divennero poi generici, e "videotape" ("videocassetta") viene usato comunemente oggi.
Uno degli ingegneri chiave nello sviluppo del registratore Quadruplex per l'Ampex fu Ray Dolby, che lavorò sotto Charles Ginsburg e continuò fondando i Dolby Laboratories, pionieri nei sistemi di riduzione del rumore audio.

### Registratore su disco HS-100
Nel marzo del 1967 la Ampex introdusse il registratore video HS-100. Il video veniva registrato su dischi magnetici analogici. Il disco pesava 5 libbre (2.3 kg) e ruotava a 60 giri al secondo (3600 rpm) (50 giri in Pal). Una unità NTSC poteva registrare 30 secondi di video, una unità Pal invece 36. Il video poteva poi essere riprodotto al rallentatore, frame per frame e in pausa. La correzione della riproduzione era eseguita con moduli presi dal VR-2000 Quad: Amtec.

### VR-8000
Nel 1961 la Ampex produsse un registratore video a scansione elicoidale per un breve periodo, il VR-8000.

### Type A
Il nastro 1 pollice standard A (chiamato "Type A" dalla Society of Motion Picture and Television Engineers, SMPTE) è un formato di nastro video in bobina aperta a scansione elicoidale sviluppato dalla Ampex nel 1965, uno dei primi formati di nastro standardizzati della larghezza di un pollice (la maggior parte di quelli di queste dimensioni erano all'epoca formati proprietari).

### Type C
Il nastro 1 pollice standard C (chiamato "Type C" dalla SMPTE) è un formato professionale di nastro video in bobina aperta sviluppato e introdotto assieme dalla Ampex e dalla Sony nel 1976. Divenne il rimpiazzo nelle industrie video e televisive per l'allora incombente Quadruplex.

### D2
Il formato video D2 è un formato video digitale per nastri creato dalla Ampex e altri produttori del gruppo di standardizzazione della SMPTE introdotto nel 1988 alla convention della NAB (National Association of Broadcasters) come un'alternativa più economica al D1. Come nel D1, il video del D2 non è compresso; tuttavia salva banda e altri costi campionando il segnale video composito NTSC o PAL e immagazzinandolo direttamente sul nastro magnetico, invece che campionare i componenti video. Questo metodo è conosciuto come composito digitale.

### DCT & DST
La "Digital Component Technology" (DCT) e la "Data Storage Technology" (DST) sono rispettivamente strumenti di registrazione video e di immagazzinaggio dati creati dalla Ampex nel 1992. Sono entrambi simili ai formati di registrazione D1 e D2, che usano un nastro di 19 mm di larghezza, con il formato DCT che sfrutta per la compressione la trasformata DCT (Discrete Cosine Transform, Trasformata discreta del coseno) sua omonima.
I formati DCT e DST hanno una capacità e una velocità relativamente alte per i dati ed il video. L'immagazzinamento a doppia densità per il DST fu introdotto nel 1996. I prodotti attuali hanno quadrupla densità, introdotta nel 2000, e la cartuccia "grande" che può contenere 660 GB di dati.

## Pietre miliari
- Nel 1948 la prima trasmissione radiofonica statunitense registrata su nastro fu trasmessa usando un registratore Ampex Modello 200.
- Nel 1950 la Ampex introdusse il primo registratore per strumenti "dedicato", il Modello 500, costruito per la Marina Statunitense.
- Nel 1954, in uno studio di registrazione equipaggiato con una macchina a bobine della Ampex, un camionista sconosciuto di nome Elvis Presley registrò il suo primo storico singolo, "That's All Right", presso i Sun Studios a Memphis.
- Nel 1956, viene trasmesso il primo programma televisivo registrato su nastro usando il sistema di videoregistrazione su nastro Ampex Quad.
- Nel 1959 l'incontro tra Nixon e Khrushchev fu registrato su una videocassetta Ampex. Il fatto stesso che il dibattito veniva registrato su nastro fu menzionato da Nixon come esempio dello sviluppo tecnologico americano.
- Nel 1967 la ABC utilizzò il registratore HS-100 (su disco magnetico) per i replay al rallentatore delle discese libere nel programma World Series of Skiing presso Vail in Colorado. Questo fu il primo utilizzo del replay istantaneo al rallentatore negli eventi sportivi.
- Nel 1970 la Ampex introdusse l'ACR-25, il primo sistema automatizzato roboticamente per la registrazione e la riproduzione della pubblicità televisiva. Ogni spot veniva registrato in una singola cartuccia, queste cartucce venivano poi caricate in grosse giostre rotanti. Tramite meccaniche sofisticate e aria compressa, le cassette venivano caricate ed estratte dalla macchina a velocità elevatissima. Questo permise alle stazioni televisive di risequenziare le pause pubblicitarie all'ultimo momento, aggiungendo, cancellando e riarrangiando gli spot a volontà. Anche la newsroom televisiva cominciò ad utilizzare l'ACR-25 per visualizzare notizie a causa della sua capacità di accedervi casualmente.

## Etichetta discografica
La Ampex Records fu una etichetta discografica nata nel 1970. La sua hit più famosa fu "We Gotta Get You A Woman" di Todd Rundgren (conosciuto come "Runt"), che raggiunse il ventesimo posto nelle classifiche del 1970. L'Ampex creò anche altre due etichette sussidiarie, la Bearsville e la Big Tree. L'etichetta principale fu chiusa attorno al 1973 e la Bearsville e la Big Tree furono vendute rispettivamente alla Warner Bros. Records ed alla Bell Records. Più tardi la Big Tree fu ceduta alla Atlantic Records.

## Situazione attuale
Il sistema video della Ampex è obsoleto; quelle macchine che ancora sopravvivono sono state riportate in servizio per trasferire le registrazioni di archivio nei formati digitali moderni.
L'Ampex Corporation è la genitrice della Ampex Data Systems che fabbrica dispositivi di archiviazione digitale, principalmente per l'industria televisiva.